# Unió Barcelonista Catalònia
La Unió Barcelonista Catalònia és un club de futbol català de la ciutat de Barcelona dedicat a la promoció del futbol base.

## Història
La UB Catalònia va ser fundada el 19 de març de 1950 amb el nom de CF Cadells essent primer president Eduard Compte i Bosch. El club ingressà a la Federació Catalana de Futbol el mateix any però el nom fou rebutjat i finalment s'adoptà el de Catalònia. Començà a competir la temporada 1950/1951. L'any 1966 ingressà a l'Agrupació de Penyes del FC Barcelona i adoptà el nom d'Unió Barcelonista Catalònia.
L'any 1957 comptava amb quatre de futbol base. L'any 1975 es donà per finalitzada l'etapa de futbol base restant només un equip d'aficionats. El 1990, essent president, Francesc Xavier Comenges, es crearen tres seccions al club, la Llars Mundet, creada dins l'escola de futbol TARR, la Secció Eixample, aquests dos amb diversos equips de futbol base i aficionats, i la Sub-21, per donar sortida a aquells jugadors que un cop acabada l'etapa com a juvenils volen continuar amb la pràctica del futbol.
El 19 de març de 1969 inaugurà el seu local social a la cruïlla dels carrers Diputació amb Villarroel. El 1999 es traslladà al carrer Viladomat 269, cruïlla amb Còrsega, davant del camp de l'Escola Industrial.

## Palmarès
- Copa Catalunya Juvenil: 1969-70